# Lorca Fútbol Club
O Lorca Fútbol Club, também conhecido como La Hoya Lorca, ou simplesmente Lorca, é um clube de futebol espanhol com sede em Lorca, na comunidade autônoma da Região de Múrcia. Atualmente, disputa a Segunda División B. O clube manda seus jogos no Estádio Francisco Artés Carrasco, com capacidade para 8.120 pessoas.

## História
O clube foi fundado em 2003.

## Plantel
Nota: Bandeiras indicam equipe nacional, conforme definido pelas regras de elegibilidade da FIFA. Os jogadores podem ter mais de uma nacionalidade não-FIFA.
| N.º |               | Posição | Jogador            |
| --- | ------------- | ------- | ------------------ |
|     | Espanha       | G       | Gorka Magunazelaia |
|     | Espanha       | G       | Francis Andugar    |
|     | Espanha       | D       | Adrián Giménez     |
|     | Espanha       | D       | Álvaro Rodríguez   |
|     | Espanha       | D       | David Soto         |
|     | Espanha       | D       | Juan Morros        |
|     | Espanha       | D       | Diego Portilla     |
|     | Espanha       | M       | Alain García       |
|     | Espanha       | M       | Albert             |
|     | Coreia do Sul | M       | Choi In-hyeok      |
|     | Nicarágua     | M       | Daniel Cadena      |
|     | Espanha       | M       | Joaquín García     |

| N.º |         | Posição | Jogador           |
| --- | ------- | ------- | ----------------- |
|     | Espanha | M       | Cifu              |
|     | Espanha | M       | Iñigo Barrenetxea |
|     | Espanha | M       | Javi Pelayo       |
|     | Espanha | M       | Sergio Fernández  |
|     | Espanha | M       | Victor Juliá      |
|     | Espanha | A       | Vicent Albert     |
|     | Espanha | A       | Andrés Navarro    |
|     | Espanha | A       | Gerard Artigas    |
|     | Gana    | A       | Glenn Gabriel     |
|     | Índia   | A       | Ishan Pandita     |
|     | Guiné   | A       | Mathias Pogba     |